# 池志澂
池志澂（1852年—1937年），字云山，晚号卧庐，浙江瑞安城关人，中国书法家，有“东南第一笔”之称。

## 生平
自幼接受私塾教育，年少考中廩生。24岁获得孙衣言赏识，入幕府，随侍江宁府。时孙锵鸣讲课江宁钟山书院，池志澂因此就读钟山，毕业后至上海。1893年至台湾任抚台文案，1895年甲午战争前夕回乡，闻台湾沦陷后悲痛欲绝，致仕不出。在瑞安期间，和陈虬合作创办利济医学堂，任中医讲师，并合办《利济学堂报》，主持杭州分馆。自杭回乡之后，与旧友吟诗作赋，志趣高雅。民国建立之后，池志澂见军阀混战、民不聊生，不再过问政治。晚年以诗会友，以书法、医学闻名。1937年抗日战争爆发后，忧愤成疾，终年84岁。池志澂的书法以警句、楹联为主，著作有《全台游记》、《卧庐文集》等存世。